# Germânio
O germânio é um elemento químico de símbolo Ge , número atômico 32 (32 prótons e 32 elétrons) com massa atómica 72u. À temperatura ambiente, o germânio encontra-se no estado sólido.
É um semimetal pertencente ao grupo 14 (IVA) da Classificação Periódica dos Elementos.
Descoberto em 1886 pelo químico alemão Clemens Winkler quando analisava um minério de Freiberg, da Saxônia, o germânio teve, no entanto sua existência prevista 15 anos antes por Mendeleiev, que o chamou aca-silício. As aplicações do germânio estão limitadas ao seu alto custo e em muitos casos estuda-se a sua substituição por materiais mais econômicos. Sua aplicação principal é como semicondutor em eletrônica, produção de fibras ópticas e equipamentos de visão noturna.

## Características principais
O germânio é um metal sólido, duro, cristalino, de coloração branco acinzentada, lustroso, quebradiço, que conserva o brilho em temperaturas ordinárias. Apresenta a mesma estrutura cristalina do diamante e resiste à ação dos ácidos e álcalis.
Forma grande número de compostos organolépticos e é um importante material semicondutor utilizado em transístores e fotodetetores. Diferentemente da maioria dos semicondutores, o germânio tem uma pequena banda proibida (band gap) respondendo de forma eficaz a radiação infravermelha e pode ser usado em amplificadores de baixa intensidade.

## Aplicações
As aplicações do germânio estão limitadas ao seu alto custo e em muitos casos estuda-se a sua substituição por materiais mais econômicos.
Os principais usos são:
- Fibra óptica.
- Eletrônica: Radares, amplificadores de guitarras elétricas, ligas metálicas de SiGe em circuitos integrados de alta velocidade.
- Óptica de infravermelhos: espectroscópios, sistemas de visão noturna e outros equipamentos.
- Lentes, com alto índice de refração, de ângulo amplo e para microscópios.
- Em joias é usado uma liga metálica de Au com 12% de germânio.
- Como elemento endurecedor do alumínio, magnésio e estanho.
- Em quimioterapia.
- O tetracloreto de germânio é usado como catalisador na síntese de polímeros (PET).
- Foi usado enquanto germanato de bismuto no tipo de camera gama utilizada nos anos 80, em medicina nuclear.

## Abundância e obtenção
Os únicos minerais rentáveis para a extração do germânio são a germanita (69% de germânio) e ranierita (7-8% do elemento); além disso está presente no carvão, na  argirodita e outros minerais. A maior quantidade, em forma de óxido (GeO2), se obtém como subproduto da obtenção do zinco ou de processos de combustão de carvão (na Rússia e na República Popular da China se encontra em processo de desenvolvimento).
É separado dos outros metais existentes no mineral transformando-o em GeCl4 volátil. O tetracloreto obtido é hidrolisado em óxido de germânio (GeO2) que, através de hidrogênio ou carvão roxo é reduzido obtendo-se o germânio.
Com pureza de 99,99%, para usos eletrônicos, é obtido por refinação mediante a fusão fracionada resultando cristais de 25 a 35 mm usados em transístores e díodos; com esta técnica as impurezas podem ser reduzidas até a 0,0001 ppm.
O desenvolvimento dos transístores de germânio abriu a porta a numerosas aplicações eletrônicas que atualmente são quotidianas. Entre 1950 e os primeiros anos da década de 70, a eletrônica foi a principal responsável pela crescente demanda de germânio, até a substituição pelo silício com propriedades elétricas superiores. Atualmente, grande parte do consumo é destinada para a produção de fibras ópticas (cerca da metade), equipamentos de visão noturna e como catalisador na polimerização de plásticos, embora haja estudos para substituí-lo por catalisadores mais econômicos.

## Propriedades químicas
O germânio elementar se oxida lentamente para GeO2 a 250°C. É insolúvel em ácidos diluídos e álcalis, mas se dissolve lentamente em ácido sulfúrico concentrado e reage violentamente com bases fundidas para produzir germanatos (GeO3-2). O germânio ocorre principalmente no estado de oxidação +4, embora sejam conhecidos muitos compostos com o estado de oxidação +2. [31] Outros estados de oxidação são raros, tais como o +3 encontrado em compostos tais como Ge2Cl6, e 3 e 1 observada na superfície de óxidos, ou estados de oxidação negativos em germanos, como o nox -4 no GeH4. Ânions Clusters de germânio (íons Zintl), tais como Ge42−, Ge94−, Ge92−, [(Ge9)2]6− foram preparados por extração a partir de ligas contendo metais alcalinos e germânio em amônia líquida na presença de etilenodiamina ou uma criptando. Os estados de oxidação do elemento nestes íons não são inteiros, semelhante ao ozonídeos, O3-.
Dois óxidos de germânio são conhecidos: dióxido de germânio (GeO2, germânia) e  monóxido de germânio (GeO). O dióxido GeO2 pode ser obtido por ustulação do sulfeto de germânio (GeS2), e é um pó branco que é ligeiramente solúvel na água, mas reage com álcalis para formar germanatos. O monóxido de germânio ou óxido germanoso pode ser obtido pela reação de GeO2 com germânio elementar a alta temperatura. O GeO2 (e os óxidos relacionados e germanatos) exibem a propriedade incomum de ter um alto índice de refração para a luz visível, mas transparência à luz infravermelha. O germanato de bismuto, Bi4Ge3O12, (BGO) é usado como um cintilador. GeSe2, e o monossulfeto GeS, o seleneto GeSe, e o telureto GeTe. GeS2 se forma como um precipitado branco quando o sulfeto de hidrogênio é passado através de soluções fortemente ácidas contendo Ge(IV). O dissulfeto é apreciavelmente solúvel em água e em soluções de álcalis cáusticos ou sulfetos alcalinos. No entanto, não é solúvel em água ácida, o que permitiu a Winkler descobrir o elemento. Ao aquecer o dissulfeto em uma corrente de hidrogênio, o monosulfeto GeS é formado, que sublima em chapas finas de cor escura e brilho metálico, e é solúvel em soluções de álcalis cáusticos. Após a fusão com carbonatos alcalinos e compostos de enxofre,formam-se sais de germânio conhecidos como tiogermanatos.

## Precauções
Alguns compostos de germânio (tetracloreto de germânio) apresentam uma certa toxicidade nos mamíferos, porém são letais para algumas bactérias.